# Chemin de fer de la Matapédia et du Golfe
Le chemin de fer Matapédia et du Golfe inc. est un chemin de fer au Québec qui relie Rivière-du-Loup dans le Bas-Saint-Laurent à Chandler en Gaspésie.

## Historique
Les gouvernements du Canada et du Québec ont fait une entente le 1er février 2008, afin de soutenir le projet de réhabilitation du chemin de fer de la Matapédia et du Golfe (CFMG) évalué à 14,6 millions de dollars.
Le 1er février 2008, Lawrence Cannon, ministre des Transports, de l'Infrastructure et des Collectivités, Nathalie Normandeau, vice-première ministre, ministre des Affaires municipales et des Régions et ministre responsable de la région de la Gaspésie-Îles-de-la-Madeleine, et Claude Béchard, ministre des Ressources naturelles et de la Faune, et ministre responsable de la région du Bas-Saint-Laurent, de la région de la Côte-Nord et de la région du Saguenay-Lac-Saint-Jean, ont annoncé que cette entente représentait des investissements de plus de 9,7 millions de dollars des gouvernements du Canada et du Québec.
Le gouvernement du Canada versera plus de 5,8 millions de dollars et le gouvernement du Québec plus de 3,8 millions de dollars sur une période de cinq ans afin de soutenir ce projet dans le cadre de l'entente Canada-Québec pour la réhabilitation des infrastructures des chemins de fer d'intérêt local (CFIL) au Québec. Cet ambitieux programme, auquel contribue également les CFIL, va générer des investissements globaux de plus de 75 millions de dollars sur une période de cinq ans. Il vise à assurer le maintien d'un réseau de transport ferroviaire efficace, concurrentiel et mieux intégré au réseau ferroviaire continental, notamment dans les principaux corridors de commerce et de transport.
Les travaux consistent essentiellement en une mise aux normes nord-américaines de la capacité portante de la voie du CFMG. Les expéditeurs faisant affaire avec le CFMG souhaitent que ce dernier améliore ses infrastructures, de manière à assurer un transport plus efficace de wagons de plus grande capacité. Les travaux, qui seront effectués sur une distance de 347 kilomètres, permettront donc d'améliorer l'état et la fonctionnalité de la voie ferrée.
Les chemins de fer d'intérêt local assurent des dessertes ferroviaires régionales et constituent pour les entreprises québécoises des éléments essentiels aux échanges commerciaux. Ils exploitent plus de 38 % du réseau ferroviaire québécois, soit plus de 2 300 kilomètres de voies ferrées. Au Québec, plus de 80 % des produits expédiés par les CFIL ont pour destination finale les États-Unis. Les marchandises transportées par ces chemins de fer régionaux sont principalement le bois, le papier, la pulpe, les panneaux particules, le minerai et l'aluminium. Les CFIL jouent donc un rôle indispensable dans l'économie du Québec.
Le 3 novembre 2008, le Canadien National fait l'acquisition, au coût de 49,8 millions de dollars canadiens, les trois principales filiales de chemin de fer et d'un service marchandises de traversier-rail de la Société des chemins de fer du Québec (SCFQ), donc de la Matapédia et du Golfe (CFMG).